# Laurens van der Post
Laurens van der Post (Philippolis, 13 dicembre 1906 – Londra, 16 dicembre 1996) è stato uno scrittore ed esploratore sudafricano.

## Biografia
Tredicesimo di quindici figli, nacque nell'allora Orange River Colony (originariamente Stato Libero dell'Orange, poi annesso da coloni britannici durante la Seconda guerra boera), nell'odierno Sudafrica. Crebbe nella fattoria di famiglia a Philippolis, dove fu allevato da una donna boscimana fin dalla tenera età. Dopo i primi anni di studio, frequentò il Grey College di Bloemfontein e giovanissimo divenne il primo giornalista afrikaner a scrivere per la testata Natal Advertiser di Durban e il primo scrittore oppositore dell'apartheid a pubblicare un libro: In a Province, nel 1934. Intraprese poi numerosi viaggi, alcuni di essi insieme a un cacciatore di balene norvegese ed uno verso l'estremo Oriente, tra il quale in Giappone, dove apprese la lingua nipponica, in compagnia dello scrittore William Plomer. Giunse infine a Londra, dove conobbe John Maynard Keynes, i coniugi Woolf ed altri membri del Bloomsbury Group.

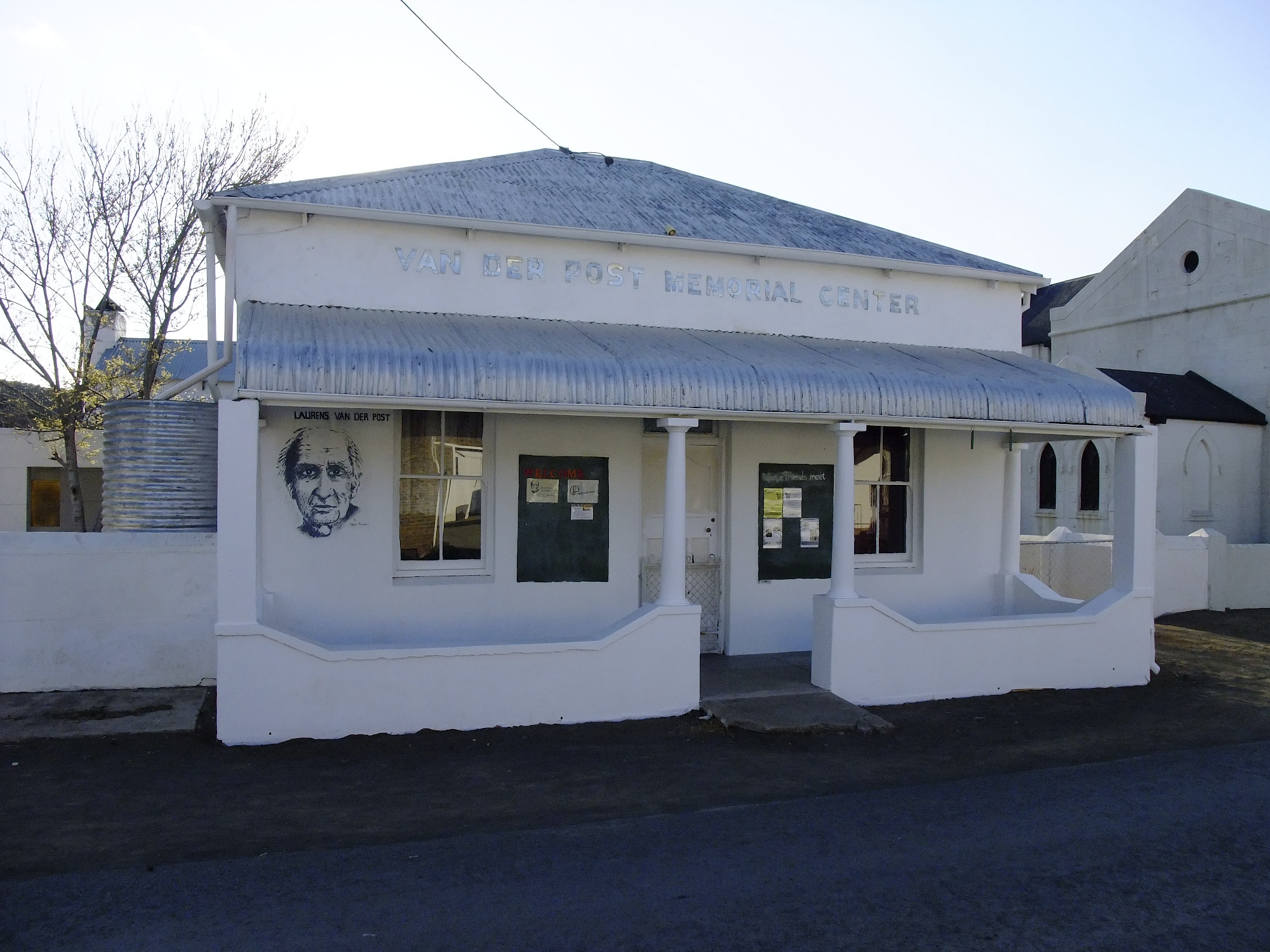
Il Van der Post Memorial Center a Philippolis in una foto del 2012.

Nei primi anni trenta sposò Marjorie Wendt, sudafricana, da cui ebbe due figli: erano anni in cui la sua vita si svolgeva fra la scrittura e la campagna, nel Gloucestershire. Tornato in Sudafrica, insieme alla moglie e ai figli, nel 1939 decise di arruolarsi tra le file dell'esercito britannico. Negli anni 1941 e 1942 guidò le truppe in Abissinia e nelle Indie orientali olandesi e nel 1943 fu catturato dall'esercito giapponese a Giava, dove rimase rinchiuso per tre anni in un campo di prigionia, subendo continue torture e violenze. La sua conoscenza della lingua del nemico lo aiutò a sopravvivere, sin dal momento della cattura. Da questa esperienza nacque il romanzo A Bar of Shadow (1954), ritratto di un sergente giapponese. Dai suoi A Bar of Shadow e The Seed and the Sower (1963) prese spunto Nagisa Ōshima per il suo film Furyo (conosciuto anche con il titolo originale Merry Christmas Mr. Lawrence), interpretato, fra gli altri, da David Bowie nel ruolo del protagonista.
Quando fu rilasciato, van der Post entrò a far parte della squadra di Lord Mountbatten come ufficiale, partecipando alle azioni per sedare i disordini a Giava ed ottenendo, per il servizio reso, il grado di tenente-colonnello. Nel 1947 fu nominato Commendatore dell'Ordine dell'Impero Britannico. Dopo la guerra, nel 1948, si separò dalla moglie Marjorie Wendt e l'anno successivo sposò Ingaret Giffard, attrice e scrittrice inglese. Da quel momento riprese la sua attività di scrittore e viaggiatore in maniera più continuativa. Da una ricerca che effettuò sulle possibilità di sviluppo economico delle foreste del monte Mulanje in Malawi, van der Post ricavò materiale per il suo romanzo Venture to the Interior. All'esplorazione in Malawi seguì quella, nel 1952, nel deserto del Kalahari, dai cui appunti trasse due libri The Heart of the Hunter e The Lost World of Kalahari e dalle cui riprese video la BBC produsse il programma televisivo The Lost World of Kalahari.
Durante questo viaggio entrò in contatto con la tribù nomade dei boscimani, che egli considerò come gli ultimi sopravvissuti dell'età della pietra. La sua carriera di scrittore continuò con la pubblicazione di Journey Into Russia nel 1964 e con Portrait of Japan nel 1968. Nel corso degli anni, Laurens van der Post si avvicinò alle teorie di Carl Gustav Jung e vi fece riferimento soprattutto in due scritti: The Dark Eye in Africa (1954) e Jung and the Story of Our Time (1976). Nel primo, ispirandosi all'opera jungiana L'uomo e i suoi simboli (1964), van der Post sviluppò il tema del rapporto fra l'uomo e il suo mondo simbolico. Nel secondo libro, invece, van der Post parla del suo rapporto personale con lo stesso psichiatra, delle origini e dello sviluppo della filosofia di Jung. Nel 1977 uscì First Catch Your Eland, in cui van der Post affronta il tema ben diverso e più disimpegnato della cucina africana ed esotica.
Fin da giovanissimo, fu fervente e duro oppositore dell'apartheid, sostenne il capo zulu Mangosuthu Buthelezi ma contestò la decisione di assegnare il premio Nobel per la Pace a Desmond Tutu nel 1984 e inoltre si schierò contro il leader carismatico nero Nelson Mandela, descrivendolo come "una figura miserabile che parla con una doppia lingua". Strinse un rapporto amichevole con Margaret Thatcher, la quale raccomandò la sua nomina a Cavaliere nel 1981. In occasione della Guerra delle Falkland van der Post sostenne l'assalto britannico in difesa delle isole definendolo "una brillante impresa militare" e rigettò le accuse di sciovinismo che per questo motivo gli vennero mosse. Nel 1984 suo figlio John, un ingegnere che viveva a Londra, morì ed egli andò a vivere con la sua figlia più piccola Lucia e la sua famiglia.
Fu un grande amico anche di Carlo, principe di Galles, che nel 1982 lo volle come padrino per il Principe William e che nel 1996 organizzò un ricevimento in suo onore in occasione del novantesimo compleanno. Nel 1985 il Principe Carlo e van der Post viaggiarono insieme nel Kalahari. Dopo il divorzio fra Carlo e Diana Spencer, van der Post difese pubblicamente il Principe durante una puntata della trasmissione Panorama sulla BBC. Sebbene Laurens van der Post non recise mai definitivamente i suoi legami con il Sudafrica, guardò all'Inghilterra come alla sua madre patria. Morì il 15 dicembre del 1996 a Londra.

## Opere

### Letterarie
- In a Province, 1934, 1965
- A Novel, 1934
- Il cuore dell'Africa (Venture to the Interior, 1951), trad. Bruno Oddera, Milano: Bompiani, 1953
- The Face beside the Fire, 1953
- A Bar of Shadow, 1954
- The Dark Eye in Africa, 1955
- La piuma di fenicottero (Flamingo Feather, 1955), trad. Bruno Oddera, Milano: Bompiani, 1958
- The Creative Pattern in Primitive Africa, 1957
- Race Prejudice as Self Rejection, 1957
- Il mondo perduto del Kalahari, (The Lost World of the Kalahari, 1958), trad. Bruno Oddera, Milano: Bompiani, 1960
- David Alexander Michaeljohn, 1958
- Il cuore del cacciatore (The Heart of the Hunter), 1961, trad. Francesco Francis, disegni di Maurice Wilson, Milano: Adelphi, 2019
- Il seme e il seminatore (The Seed and the Sower, 1963), trad. Giacomo Falconi, Forlimpopoli: Wordbridge, 2017
- Intuition, Intellect and the Racial Question, 1964
- Journey into Russia, 1964
- A Portrait of all the Russias, 1964, 1967
- The Hunter and the Whale, 1967
- A Story, 1967
- A Portrait of Japan, 1968
- The Night of the New Moon, 1970 (titolo alternativo USA: The Prisoner and the Bomb, 1970)
- Recipes: African Cooking, 1970
- Man and the Shadow, 1971
- Una storia come il vento (A Story like the Wind, 1972), trad. Lidia Zazo Conetti, Milano: Corbaccio, 1995
- Oltre l'orizzonte (A Far-off Place, 1974), trad. Lidia Perria, Milano: Corbaccio, 1996
- Jung and the Story of Our Time, 1975
- First Catch Your Eland, 1977
- Yet Being Someone Other, 1982
- A Mantis Carol, 1983
- Merry Christmas, Mr. Lawrence, 1983
- Testament to the Bushmen, 1984
- A Walk with a White Bushman, 1986
- The Rock Rabbit and the Rainbow, 1988
- About Blady: A Pattern out of Time, 1991
- The Voice of the Thunder, 1993
- Feather Fall: An Anthology, 1994
- The Admiral's Baby, 1996
- The Secret River, 1996
- Wilderness and the Human Spirit: An Anthology, 1996[5][6]